# Chaetogodavaria sinica
Chaetogodavaria sinica är en tvåvingeart som beskrevs av Liu 1996. Chaetogodavaria sinica ingår i släktet Chaetogodavaria och familjen puckelflugor.
Artens utbredningsområde är Yunnan (Kina). Inga underarter finns listade i Catalogue of Life.